# Батгейт
Ба́тгейт (англ. Bathgate) — місто в центрі Шотландії, в області Західний Лотіан.
Населення міста становить 16 300 осіб (2006).

## Відомі особистості

### Народилися
- Томмі Гібб (1944) — шотландський футболіст;
- Девід Теннант (1971) — шотландський актор («Доктор Хто», «Добрі передвісники»).